# Colonie du fleuve Swan
1829–1832
Entités suivantes :
- Australie-Occidentale

La colonie du fleuve Swan (en anglais « Swan River Colony ») était une colonie britannique établie sur la Swan sur la côte ouest de l'Australie en 1829. Strictement parlant, la colonie du fleuve Swan n'exista qu'entre 1829 et 1832, et comprenait seulement les terres situées aux environs et au sud du fleuve. Quand le lieutenant-gouverneur de la colonie, le capitaine (devenu plus tard : Amiral Sir) James Stirling, reçut sa commission en 1832, la colonie devint officiellement l'Australie-Occidentale, et ses terres furent étendues jusqu'à couvrir l'ensemble du tiers occidental de l'Australie. Toutefois le nom de « Swan River Colony » resta plusieurs années en usage de façon informelle.

## Exploration européenne
Les premiers Européens connus à avoir vu la terre où Perth se trouve aujourd'hui sont les navigateurs néerlandais. Plus précisément le premier visiteur de la Swan était Frederick de Houtman le 19 juillet 1619, voyageant sur le Dordrecht et l’Amsterdam. Ses enregistrements indiquent qu'il a d'abord atteint l'Australie-Occidentale à la latitude 32°20' ce qui correspondrait à Rottnest ou juste au sud de cette île. Il n'a pas accosté à cause du fort ressac et a donc continué au nord sans explorer beaucoup.
Le 28 avril 1656, le Vergulde Draeck (Dragon Doré) en route pour Batavia (aujourd'hui Jakarta) fit naufrage 107 km au nord de la Swan près de Ledge Point. Sur les 193 passagers, seulement 75 atteignirent le rivage. Un petit bateau qui survécut au naufrage navigua vers Batavia pour obtenir de l'aide, mais les recherches n'ont permis de retrouver aucun survivant. L'épave fut redécouverte en 1963.
En 1658, trois vaisseaux, dont l'une des tâches était de retrouver le Vergulde Draeck visitèrent la région. Le Waekende Boey sous les ordres du Capitaine S. Volckertszoon, l’Elburg sous les ordres du Capitaine J. Peereboom et l’Emeloort sous les ordres du Capitaine A. Joncke aperçurent Rottnest mais ne cherchèrent pas à s'approcher des terres à cause des récifs. Il voyagèrent au nord et découvrirent à nouveau l'épave du Vergulde Draeck (toujours sans survivant). Ils donnèrent une opinion défavorable de la région à cause des récifs dangereux.

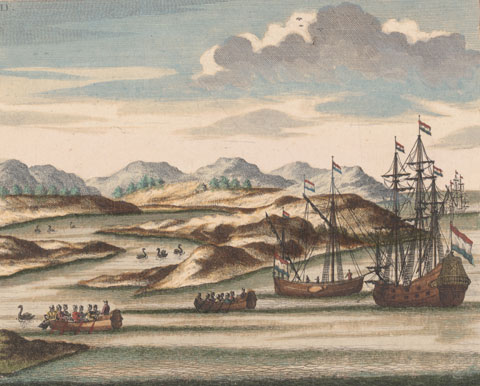
Les navires de Willem de Vlamingh à l'embouchure du fleuve Swan en 1696-1697, avec les cygnes noirs d'après lesquels le cours d'eau fut nommé (gravure en couleur de Johannes van Keulen publiée en 1726, d'après un dessin maintenant perdu réalisé lors de l'expédition Vlamingh)

Le capitaine néerlandais Willem de Vlamingh fut le suivant à s'en approcher. Au commandement de trois vaisseaux, le Geelvink, le Nyptangh et le Wezeltje, il arriva et nomma Rottnest le 29 décembre 1696, et le 10 janvier 1697 il arriva et nomma le fleuve Swan. Son bateau ne pouvait pas remonter le fleuve à cause d'une barrière sablonneuse à son embouchure, il envoya donc une chaloupe afin de noter la profondeur au niveau de la barrière. Ils ont navigué jusqu'à des étendues de boue probablement près de l'île Heirisson. Ils virent des aborigènes mais furent incapables de s'en rapprocher. Vlamingh n'a pas été impressionné par la région, et c'est probablement la raison qui a conduit à l'absence d'exploration néerlandaise.
En 1801, le vaisseau français Le Géographe, commandé par Nicolas Baudin et Le Naturaliste, commandé par Emmanuel Hamelin visita la région depuis le sud. Tandis que le Géographe continuait vers le nord, le Naturaliste resta quelques semaines. Une petite expédition traversa en chaloupe la bande de sable et explora la rivière. Ils donnèrent aussi une description défavorable de la zone concernant la possibilité d'une colonie à cause des étendues de boue présentes en amont de la bande de sable (cette dernière n'a pas été enlevée avant les années 1890 quand Charles O'Connor construisit le port de Fremantle).
Plus tard en mars 1803, le Géographe accompagné du Casuarina, passèrent près de Rottnest probablement lors de leur retour en France, mais ne se sont pas arrêtés plus de deux jours,.
Le suivant à explorer la région fut l'explorateur Phillip Parker King, l'un des premiers explorateurs australiens, en 1822 à bord du Bathurst. King était le fils de l'ancien gouverneur de Nouvelle-Galles du Sud, Philip Gidley King. Toutefois, King aussi ne fut pas impressionné par la région.

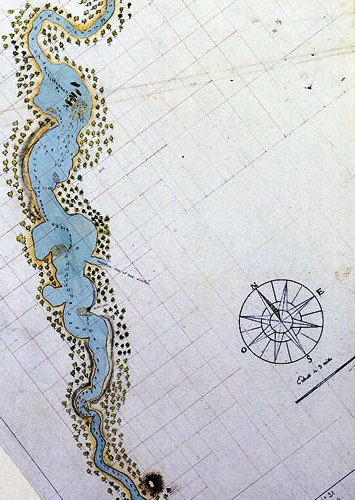
Carte de François Heirisson représentant une partie de la rivière (1801).

## Début de la colonisation

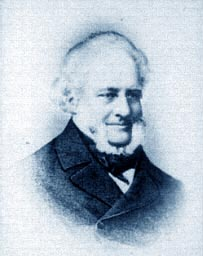
Amiral Sir James Stirling

Le père fondateur de ce qui est aujourd'hui l'Australie-Occidentale était le capitaine James Stirling qui, en 1827, explora la région de la Swan à bord du HMS Success qui jeta l'ancre sur Rottnest, et plus tard dans le détroit de Cockburn. Il était accompagné de Charles Fraser, le botaniste de Nouvelle-Galles du Sud.
Leur exploration commença le 8 mars en cabriolet puis à pied dès le 13 mars. Fin mars, le HMS Success retourna à Sydney et arriva le 15 avril. Stirling retourna en Angleterre en juillet 1828, faisant la promotion du potentiel agricole de la région. Il fit pression pour que la colonie soit constituée d'hommes libres (contrairement aux colonies pénitentiaires de Nouvelle-Galles du Sud, Port Arthur et l'île Norfolk) dans la région du fleuve Swan avec lui-même en tant que gouverneur. En conséquence de ses pressions, et d'une rumeur à Londres selon laquelle les Français allaient établir une colonie pénitentiaire dans la partie occidentale de l'Australie, probablement dans la baie Shark, le Bureau Colonial consentit à la proposition à la mi-octobre 1828.
En décembre 1828 un secrétaire d'État aux Colonies réserva les terres pour la couronne, de même que pour le clergé et pour l'éducation, et spécifia que le front de mer devait être parcellisé. Les terres étaient distribuées aux colons sur la base de l'octroi de terre.

## Faits ayant eu lieu dans la colonie

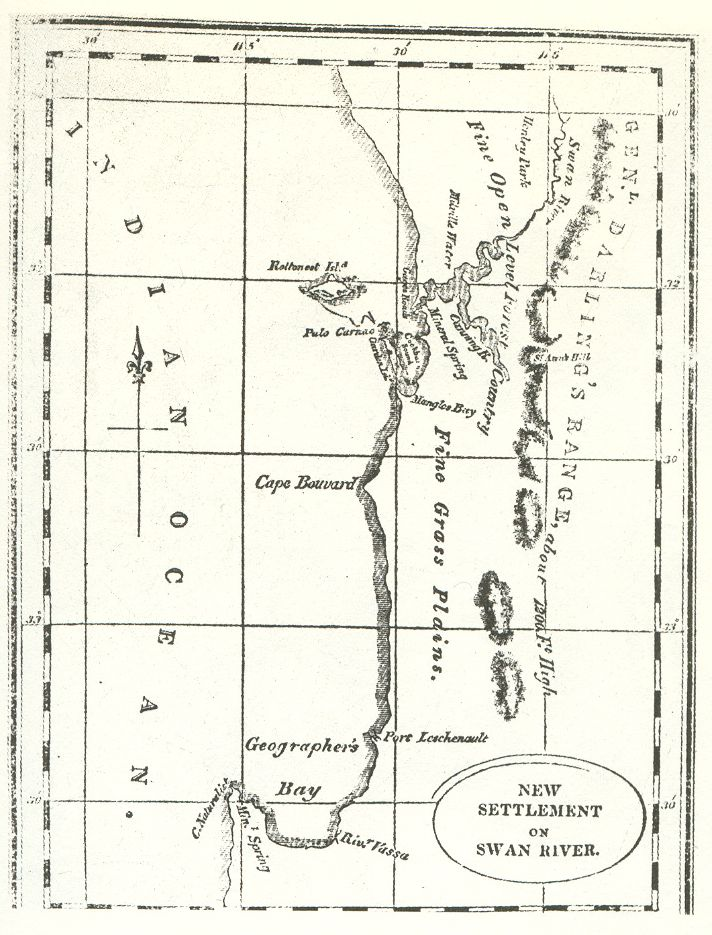
Carte de la « Nouvelle Colonie du fleuve Swan »

Le premier bateau à atteindre le fleuve Swan est le HMS Challenger. Après avoir jeté l'ancre près de Garden Island le 25 avril 1829, c'est le Capitaine Charles Fremantle qui fit de la Colonie du fleuve Swan une partie du Royaume-Uni le 2 mai 1829.
Le Parmelia arriva le 31 mai avec à son bord Stirling et le HMS Sulphur arriva le 8 juin. Trois bateaux marchands arrivèrent peu après : le Calista le 5 août, le St Leonard le 6 août et le Marquis of Anglesey le 23 août.
Une série d'accidents peu après leurs arrivées fut probablement ce qui causa l'abandon de l'expédition.  Le Challenger et le Sulphur heurtèrent des rochers dans le détroit de Cockburn mais s'en sortirent avec des dommages mineurs. Le Parmelia toutefois, sous le commandement de Stirlings, s'est aussi échoué, a perdu sa quille et son gouvernail, ce qui nécessita des réparations. Avec l'arrivée de l'hiver, les colons durent débarquer sur Garden Island. Le mauvais temps et les réparations les empêchaient d'atteindre la côte avant le 18 juin, et le reste des colons à bord du Parmelia arrivèrent finalement en août. Début septembre un désastre arriva :  le Marquis of Anglesey fut poussé sur la côte et détruit sans qu'aucune réparation ne soit possible.
Les premières informations sur la nouvelle colonie arrivèrent en Angleterre fin janvier 1830. Ils décrivaient les conditions difficiles et la terre impropre à l'agriculture. Ils virent à dire que les colons étaient presque en état de famine et (faussement) ils dirent que la colonie avait été abandonnée. En conséquence, beaucoup annulèrent leur projet d'immigration ou se redirigèrent au Cap ou en Nouvelle-Galles du Sud.
Néanmoins quelques colons arrivèrent. En 1832 la population des colons atteignait les 1 500 personnes (Les Aborigènes n'étaient pas comptés mais au sud-ouest leur nombre était estimé à 15 000), mais les difficultés de culture de la terre étaient si grandes qu'en 1850 la population n'avait atteint que les 5 886 personnes. La population s'est installée principalement sur les côtes du sud-ouest à Bunbury, Augusta et Albany.
Karl Marx utilisa la colonie du fleuve Swan pour illustrer un défaut du capitalisme dans Le Capital.
| Swan River Colony ship arrivals in 1829 | Swan River Colony ship arrivals in 1829 |
| --------------------------------------- | --------------------------------------- |
| 25 avril                                | HMS Challenger (Fremantle)              |
| 31 mai                                  | Parmelia (Stirling)                     |
| 6 juin                                  | HMS Sulphur                             |
| 5 août                                  | Calista                                 |
| 6 août                                  | Saint Leonard                           |
| 23 août                                 | Marquis of Anglesea                     |
| 19 septembre                            | Thompson                                |
| 21 septembre                            | Amity                                   |
| 5 octobre                               | Georgiana                               |
| 9 octobre                               | Ephemina                                |

| 12 octobre  | Orelia           |
| 12 octobre  | Cumberland       |
| 12 octobre  | Caroline         |
| 17 octobre  | Governor Phillip |
| 19 octobre  | Atwick           |
| 23 octobre  | Lotus            |
| 31 octobre  | Admiral Gifford  |
| 11 novembre | Lion (Lyon)      |
| 14 novembre | Dragon           |
| 28 novembre | HMS Success      |
| 15 décembre | Gilmore (Peel)   |
| Source      |                  |